# Noces de soufre (roman)
Pour l’article homonyme, voir Noces de soufre.
Noces de soufre est le onzième roman policier de Jean Amila paru dans la collection Série noire avec le numéro 878 en 1964.

## Résumé
André Letellier, employé de banque, assomme son directeur d’agence et vole cent vingt-sept millions d’anciens francs. Il s’enfuit mais est victime d’un accident de voiture près d’Avallon. Son corps est retrouvé carbonisé. Sa femme Annette est considérée comme complice par le commissaire Verdier.
Elle retrouve Thérèse Gerbaut qui était sa meilleure amie avant de devenir la maîtresse d’André. Thérèse qui a identifié le corps d’André soupçonne l’inspecteur Lentraille d’avoir tué André et d'avoir accaparé le butin. Les deux femmes tentent d’utiliser un détective privé qui refuse de s’occuper de l’affaire. C’est finalement son fils qui enquête dans la région à la recherche d’un photographe ambulant. 
Après avoir couché avec l’inspecteur Lentraille qui lui révèle que le photographe est décédé, Annette s'aperçoit que son mari est toujours vivant. Elle le retrouve ainsi que l’argent dans la camionnette du photographe. André la bat et la tue avant de se faire arrêter par un gendarme.

## Éditions
Le roman est publié dans la Série noire avec le numéro 878 en 1964. Il est réédité en 1972 dans la collection Carré noir avec le numéro 96. Il l’est à nouveau dans la collection Série noire en 1984 avec le même numéro et enfin en 1999 dans la collection Folio policier avec le numéro 47.

## Autour du livre
On retrouve dans Noces de soufre le commissaire Verdier déjà personnage de La Bonne Tisane, Sans attendre Godot et Langes radieux.
Après ce roman, Jean Amila ne publiera plus rien pendant cinq ans.

## Adaptation
Le roman est adapté pour la télévision en 1984 par Raymond Vouillamoz avec le titre éponyme dans le cadre de la série télévisée Série noire.

## Sources
- Polar revue trimestrielle no 16, octobre 1995
- Claude Mesplède, Les Années Série Noire vol.2 (1959-1966), page 220-221, Encrage « Travaux » no 17, 1993
- Jean Amila, années 60